# AKSM-1M
AKSM-1M je typ tramvaje vyrobené podnikem Belkommunmaš v hlavním městě Běloruska Minsku v letech 2000–2001.

## Konstrukce
AKSM-1M je jednosměrný čtyřnápravový motorový tramvajový vůz. Tramvaj má v pravé bočnici troje dvojkřídlé výklopné dveře. Sedačky pro cestující jsou koženkové. Horní část oken je otevíratelná, výklopná. Kabina řidiče je zcela uzavřená. Tramvaj je vybavena elektrickou výzbrojí s tyristorovou regulací. Stejnosměrné trakční motory se nacházejí v podvozcích (v každém dva).

## Dodávky tramvají
| Současný stát | Město | Článek | Typ | Roky dodávek | Počet vozů | Evidenční čísla při dodání | Poznámky | Zdroj |
| ------------- | ----- | ------ | --- | ------------ | ---------- | -------------------------- | -------- | ----- |
| Bělorusko     | Minsk | článek | 1M  | 2000–2001    | 4          | 026–029                    |          | [ 1 ] |